# Lucien Muller
Lucien Muller-Schmidt (født 3. september 1934 i Bischwiller, Frankrig) er en tidligere fransk fodboldspiller og -træner, der spillede som midtbanespiller. Han var på klubplan tilknyttet Strasbourg, Toulouse, Reims, Real Madrid og Barcelona, og er en af de få spillere der har foretaget et skifte direkte mellem Real Madrid og Barcelona.
Muller spillede desuden 16 kampe for det franske landshold. Han var med på det franske hold til EM i 1960 og VM i 1966.